# Národopisná výstava záhorské kultury v Dřevohosticích
Národopisná výstava záhorské kultury v Dřevohosticích, která se uskutečnila v roce 1893, pojednávala o tradicích a zvycích Moravského Záhoří. Hrála významnou roli nejen pro celé Záhoří, ale i pro celou Moravu.

## Vznik a zorganizování
Moravské, někdy též Hostýnské, Lipenské či Lipnické Záhoří byl od nepaměti kraj bohatý na svou kulturu, tradici, ornament, nářečí, pověst a mudrosloví. Dlouho se však nenašel člověk, který by se výrazně věnoval výzkumu záhorské kultury a uchoval její pozůstatky.
Roku 1887 má ovšem soběchlebská fara nového kněze, jeho jméno je František Přikryl.  František Přikryl byť původem Moravský Slovák, se velice zajímá o celkový záhorský kraj. Zprvu zde začne provádět své archeologické výzkumy, ovšem později zjistí, že Záhoří je bohaté nejen na archeologické nálezy, ale i na své mudrosloví a na lidovou poezii. Začíná chodit na besedy ke stařečkům, od nichž se dozvídá plno starých záhorských tradic a plno pohádek a pověstí. Záhorský kraj jej nakonec tak vezme za srdce, že roku 1893 zakládá rozsáhlý, oblíbený a dodnes vycházející sborník Záhorská kronika.
První články do kroniky psal pouze Přikryl, ovšem postupně do kroniky začalo přispívat plno jiných zájemců majících zájem o rozšíření záhorské kultury.
Páter Přikryl pak roku 1893 navrhuje uskutečnění národopisné výstavy pojednávající o záhorské kultuře. Tato myšlenka najde brzy nebývalou podporu u učitelstva celého Záhoří.
Přikryl se spojil s dalšími záhorskými vlastenecky orientovanými kněžími a společně podnítili v záhorském lidu touhu ukázat "světu" středomoravské Záhoří v celé své kráse. Jedním z těchto pastorů byl páter Bedřich Kaláb, který byl farářem v nedalekých Domaželicích. Spolu s Kalábem chodili tedy po zdejších dědinkách i městečkách a dozvídali se z různých vyprávění plno nových věcí k obohacení národopisné výstavy a získávali nové příznivce.
Uskutečnění národopisné výstavy zaujalo i ředitele obecné školy Petra Vašíčka. Národopisná výstava tedy dostala svolení k uskutečnění a hned to bylo vyhlášeno v olomouckých novinách.
| „                                           | Slavná rada městská v Dřevohosticích v sezení 11. května 1893 konnaném povolila, že smí se v městě zaříditi slavnostní národopisná výstava ze Záhoří a vyslovila přitom své potěšení, že Dřevohostice k tomu vyhlídnuty jsou. | “ |
| — 21. květen 1893, deník "Našinec", Olomouc | |   |

Hned na to byl v Dřevohosticích vytvořen místní slavností výbor, do nějž byli zvoleni pánové Jan Sofka (obchodník), Ferdinand Fried (hostinský), za učitelskou obec pak nadučitel Petr Vašíček a učitelé František Zámrský, Theodor Pešák, Innocenc Zapletal, dále pak Ferdinand Němec (měšťan), Robert Milovník (sklenář) a Josef Šillingr (hostinský).
Bylo dohodnuto, že národopisná slavnost bude úzce spojena s výstavou národopisných předmětů, které doloží umění, dovednost i úroveň Záhořanů.
Nikdo však ještě nedokáže určit termín uskutečnění této výstavy, ale byl vyhlédnutý nejspíše konec července.
Za chvíli se v olomouckém časopisu Našinec z 7. června 1893 dozvídáme, že byl ustanoven pevný termín výstavy i slavnosti, tímto dnem byla neděle 23. července 1893.
Zároveň se zde dozvídáme, že slavnost bude řádně fotograficky dokumentována c. a. k. profesorem Josefem Klvaňou z Uherského Brodu, který k Záhoří, byť se zde nenarodil, jevil hluboký vztah, jelikož rod jeho otce sídlil po více než 300 let v Býškovicích, které do tohoto regionu zapadají.
Klvaňovi pak byly zapůjčeny dva přístroje na fotografickou dokumentaci, které mu pro tuto významnou událost zapůjčil Vlastivědný spolek muzejní z Olomouce.
V článku je též zmíněn předseda organizačního výboru-velkostatkář z Čech u Přerova Josef Vykoukal;  a předseda výstavkového výboru-pan řídící Petr Vašíček; existovalo však vysoké riziko, jež by mohlo ovlivnit celou slavnost.
Bylo totiž nejisté počasí, a proto bylo dohodnuto, že kdyby 23. července dopoledne pršelo a nevyjasnilo se, výstava by se uspořádala příští neděli 30. července tímtéž pořádkem.
Našinec pak sděluje, že národopisná výstava bude zahájena ve školní dřevohostické budově v neděli 23. července v 8 hodin ráno a potrvá do 26. července do šesti hodin večer. Dále následuje podrobný program slavnostního odpoledne, rozpracovaný na hodiny.
Dne 22. července, den před zahájením výstavy, silně pršelo a zdálo se, že nepříznivé počasí ohrozí průběh celé akce.
Ve stejný den navštívil pana Františka Přikryla na soběchlebské faře zemský školní rada v Brně František Bartoš a diskutovali společně o zahájení výstavy, oba dva se obávali, že je ve velkém ohrožení.

## Rozdělení funkcí
Ač počasí nepřálo, přivítala v neděli ráno návštěvníky Dřevohostic prostorná školní budova, v níž byla instalována národopisná výstava našeho Záhoří.
- Za celou organizaci ručil František Vašíček, který hrál roli předsedy výstavního výboru
- Velice též pomáhal místopředseda Eduard Peck, nadučitel v Domaželicích, významný regionální historik, který výstavu doplňoval svýmy archeologickými a národopisnými výzkumy[6]
- Místopředsedou byl zvolen již zmiňovaný kooperátor z Domaželic Bedřich Kaláb
- Jednatelem se stal František Zámrský, učitel v Dřevohosticích

## Průběh a exponáty
Ač počasí nepřálo, přivítala v neděli ráno návštěvníky Dřevohostic prostorná školní budova, v níž byla instalována národopisná výstava Záhoří.
Přesně v 8 hodin výstavu zahájil vzletnou a vlastenecky laděnou řečí předseda výstavního výboru Petr Vašíček. Svou řeč ukončil provoláním zdaru naší národopisné výstavě i budoucí velké etnografické výstavě, jež byla plánována v Praze roku 1895.
Jménem výkonného výboru této připravované výstavy promluvil ředitel Národního divadla v Praze František Adolf Šubert.
Výstava se konala ve třech největších místnostech školní budovy. Návštěvníky tak okouzlila velice bohatá expozice vzácných a zajímavých exponátů.
Návštěvníci měli možnost vidět i množství starých pergamenů pojednávajících o historii záhorského kraje. Byl k vidění i starý nábytek, staré obrazy a staré a vzácné knihy.
Eduard Peck pak zapůjčil řadu archeologických nálezů z oblasti Záhoří, Valašska, z Moravského Slovácka i ze Slovenska.
V druhé výstavní místnosti stála v koutě na lavicích malá skříňka pro rodinné památky, knihy, zápisky či rodinnou kroniku. Vlevo se nacházela postel malována záhorskými ornamenty. Vlevo stály malovaná truhla, kolébka, židle, kolovrat, přeslice a motovidlo.
Na stěně byly vystaveny lidové obrázky malovány na zrcadlovém skle. Dále bylo k mání plno mužských i ženských záhořanských krojů, pro svobodné i ženaté, pro letní a zimní období.
Zaujala i ukázka rolnického nářadí - starý těžký pluh a jako rarita byla zde vystavena zbrojnická palice a lupičské nářadí. Uprostřed místnosti stál model záhorského selského gruntu podle skutečnosti ze dřeva a ze slámy, vyrobeným nadučitelem z Vítonic, panem J. Literou.
Ve třetí výstavní místnosti pak návštěvníky doslova uchvátilo velké množství záhorských výšivek - úvodnic, šátků, rukávců či košilek.
Zajímavým též bylo vyšívání záhorských oltářových plachetek či čepců, které při záhorské svatbě nosily družičky.
Uprostřed místnosti přitahoval oči návštěvníků osmihranný pavilon upravený z nejkrásnějších vyšívaných úvodnic, koutnic a šatek. Uvnitř žluté po stranách vyšívané kalhoty-koženky. Na ženském kroji s obojkem pak zaujaly frýdka, oplétačky, fěrtoch a široká sukně.
Mužský kroj byl zapůjčen panem R. Josefem Čepkem z Bystřice pod Hostýnem. Byl památný  tím, že jej na výstavě v Brně obdivoval i sám císař František Josef.
U vchodu do místnosti bylo na levé straně vyloženo velké množství výšivek, jež zhotovily žákyně z dřevohostické školy. Dělaly je podle předloh od B. Sojkové z Olomouce.
Třetí síň byla nejbohatší a byla upravena mimořádnou pílí dámského odboru, jemuž předsedala Anna Vašíčková, manželka nadučitele dřevohostické školy. Stejně tak jí pomáhaly Františk Peckový z Domaželic a Antonie Čapková z Bystřice. Funkcemi jednatelek byly pak pověřeny Antonie Masaříková, Klára Růžičková a slečna Augusta Polcarová. Celkově v dámském odboru zasedalo sedmadvacet účastnic.
Na domech vlály vyvěšené císařské prapory a na stožárech poblíž radnice se vlnily vlajky Záhoří tvořené pruhy v červeno-černo-červených barvách.
Dřevohostické náměstí se potom zaplnilo představiteli spolků a korporací, kteří za doprovodu rázného pochodu proslulé kapely jízdního Sokola Horymír z Olomouce nastoupili před starobylý dřevohostický radní dům. Všecky pak srdečně vítal sbor v čele se statkářem Vykoukalem a postupně na radnici napochodovaly i hasičské dobrovolné sbory ze Soběchleb, z Prusinovic a z Holešova. Dále nastoupili veteráni a sokolové z Bystřice a z Holešova a čtenářsko-pěvecký spolek Podhoran a ještě Spolek katolických tovaryšů. Dále byli uvítáni členové Občanské besedy z Bystřice, pěvecký a čtenářský spolek Method ze Všechovic a členové Čtenářského spolku z Veselíčka u Lipníka.
Potom vyšly průvody lidových zvyků a obyčejů. Pak se na náměstí uskutečnila záhorská svatba, jíž připravily Žákovice s chasou z Bezuchova a z Blazic.
O třetí hodině vjel na náměstí dřevohostický král z Horních Nětčic s chasou z Vítonic, Býškovic, Soběchleb a Radotína. Král byl ozdoben královským odznakem, což byl věnec z lipových ratolestí.
Zhruba o půl čtvrté přijel vůz, tažený čtyřspřežím běloušů, z Dolních Nětčic a ze Symře.
Ke čtvrté hodině pak vyšel průvod chasy z Radkovy Lhoty, Turovic, Lipové, Křtomile a z Rychlova. Tato chasa předváděla stínání berana jako dar matce přírodě. Vrcholem bylo uskutečnění obžínek z Domaželic s chasou z Čech, Líšné, Turovic, Nahošovic, Hradčan a Šišmy.
Výjimečnými hosty byli pak rodina baronů Skrbenských z Hříště, Arnošt z Loudonů, Jan Neff, Vilém Hejn.

## Význam
Tato rozsáhlá výstava se stala významným mezníkem ve vývoji československé etnografie. Měla mimořádný význam pro vznik sbírkového fondu Národopisného muzea v Praze v roce 1896, kde jsou dodnes vystaveny a jako skoro nejcennější exponáty brány kroj děvčete a mládence z Dřevohostic.
Byla jedním z důležitých podnětů pro úspěch velké národopisné výstavy českoslovanské v Praze roku 1895.